# Захаров, Иван Дмитриевич
Иван Дмитриевич Захаров — русский неклассный художник с 1849 года и писатель

, автор «Путевых записок русского художника», изданных в 3-х томах в 1854—1860 гг. Первый в истории Санкт-Петербурга живописец организовавший самостоятельно свою персональную выставку (до этого выставки устраивались только Императорской Академией художеств).

## Биография
Воспитанник Императорской Академии художеств. В этих «Путевых записках русского художника» художник описывает, как, не обладая необходимыми денежными средствами, он совершенно случайно в 1849 году попал в Константинополь с военным кораблем «Грозный» и здесь решается написать портрет с султана; в своей книге он рассказывает как ему это удалось:

«многие иностранные художники несколько раз добивались этой чести, но всегда без успеха… словом, попасть к султану было невозможно. Плохо думаю, а честолюбие так и задевает за живое, и надежда не оставляет меня. Султан, как наместник пророка, обязан каждую пятницу совершать молитву в какой-нибудь мечети и выезд его в этом случае бывает всегда торжественный. Я это заметил и начал с того, что не пропускал ни одной пятницы, следил за церемонией, напрягал все свое воображение, чтобы заучить черты его лица. Чего не успевал высмотреть один раз, то дополнял в другой. Новоизобретенная операция эта продолжалась около месяца, и портрет мой благополучно приближался к окончанию. Взяло меня раздумье. Портрет то я написал, да что в том толку? Все-таки он написан больше на память, чем с натуры…».
Но, несмотря на такое «раздумье», художник с этим портретом направился к великому визирю и, добившись свидания, получил разрешение присутствовать на каком-то особенном смотру, где на него обратил внимание сын султана и потребовал от него портрет. Портрет так понравился султану, что последний дал русскому художнику аудиенцию и поручил ему написать портрет и его детей. По написании этих портретов, частью миниатюрою, частью масляными красками, Захаров добился разрешения устроить во дворце султана выставку не только этих портретов, но и других картин и эскизов, сделанных им в Константинополе. Выставка была публичная, о ней были даны многочисленные отзывы в заграничной прессе того времени, как о первой художественной выставке в Константинополе. За свои работы Захаров получил от султана 25 тысяч пиастров и отправился на эти деньги путешествовать по Греции и Италии.
В 1850 году он возвратился в Петроград и в залах только что отстроенного Пассажа открыл выставку своих картин и эскизов. Это была первая выставка отдельного художника в Петрограде: до сих пор выставки устраивались только Академией художеств. Выставка возбудила большой интерес. Некий любитель художеств поместил в «Санкт-Петербургских ведомостях» большое открытое письмо к художнику, прося его уменьшить плату за вход, которая была назначена в 1 рубль серебром, сбор шел на благотворительные цели. Любитель художеств находил эту плату непомерно высокою и предполагал, что художник, щедро награжденный султаном, забыл цену деньгам.
Окрыленный такими успехами, И. Д. Захаров обратился в 1852 году в Петербургскую Академию художеств с двумя прошениями: в первом он просил о назначении ему в Академии мастерской для написания картины, изображающей «парад», ибо, будучи в Константинополе на аудиенции султана турецкого, обещал, по приезде в Петроград, написать эту картину; вместе с тем он ходатайствовал о выдаче ему пособия на исполнение указанной картины из сумм, назначаемых на ободрение художников; второе прошение, сопровождаемое написанным Захаровым акварельным портретом, заключало в себе перечень исполненных как в России, так и за границею работ и просьбу «удостоить его звания академика». Но если фортуна улыбалась Захарову в Константинополе, то она отвернулась от него в Петрограде. Совет Академии художеств определил:

«объявить господину художнику Захарову, что он для получения звания академика должен просить установленным порядком программы; что же касается до отвода ему в Академии мастерской для производства картины, то Академия ни свободной мастерской для назначения ему, ни суммы для вспомоществования в подобных случаях не имеет».

Оскорбленный отказом художник не пожелал просить программы на звание академика, оставшись неклассным художником, и обратился к литературе.
Сперва в «Санкт-Петербургских ведомостях» появилось несколько его фельетонов, посвященных заграничным воспоминаниям, а потом, в 1854 году, он выпустил и целую книгу, которая быстро разошлась. Успех этой первой книги вдохновил художника продолжать литературную деятельность, и он выпустил ещё две части в 1855 и в 1860 годах. К книжкам он прикладывал иллюстрации-литографии из своего альбома, например, портрет дочери султана. «Путевые заметки» художника написаны, по мнению ряда критиков, несколько «наивно», но достойны внимания прежде всего описание, как художник добился аудиенции у султана, а затем ряд подробностей турецкой жизни, эпизоды из быта греческих художников и т. д.
После 1860 года сведения об Иване Дмитриевиче Захарове обрываются.